# Nessuna notizia da Dio
Nessuna notizia da Dio (Sin noticias de Dios) è un film del 2001 scritto e diretto da Agustín Díaz Yanes.
Distribuito in Messico come "Bendito Infierno" (lett. Benedetto Inferno) e in inglese anche come "Don't tempt me" (lett. Non tentarmi) è una co-produzione Spagnolo/Messicana.

## Trama
Gli ultimi dieci anni sono stati devastanti per il Paradiso: il numero di anime che hanno superato gli esami di ammissione è praticamente nullo. Ma proprio quando i dirigenti del Paradiso, depressi e afflitti, stanno per gettare la spugna, ricevono una preghiera da una madre che chiede loro di salvare l'anima di suo figlio, Many Chaves, un pugile dal passato decisamente turbolento. I dirigenti del Paradiso inviano allora sulla terra uno dei loro angeli più in gamba, Lola Nevado. I servizi informativi dell'Inferno però segnalano immediatamente la presenza di quest'ultima sulla terra e, per contrastare le sue azioni, inviano in incognito l'agente più esperto in materia, Carmen Ramos.